# Jevgenij Jarovenko
Jevgenij Jarovenko (ryska: Евгений Викторович Яровенко), född den 17 augusti 1962 i Karatau, Kazakstan, är en sovjetisk fotbollsspelare som tog OS-guld i fotbollsturneringen vid de olympiska sommarspelen 1988 i Seoul.